# Ergo bibamus

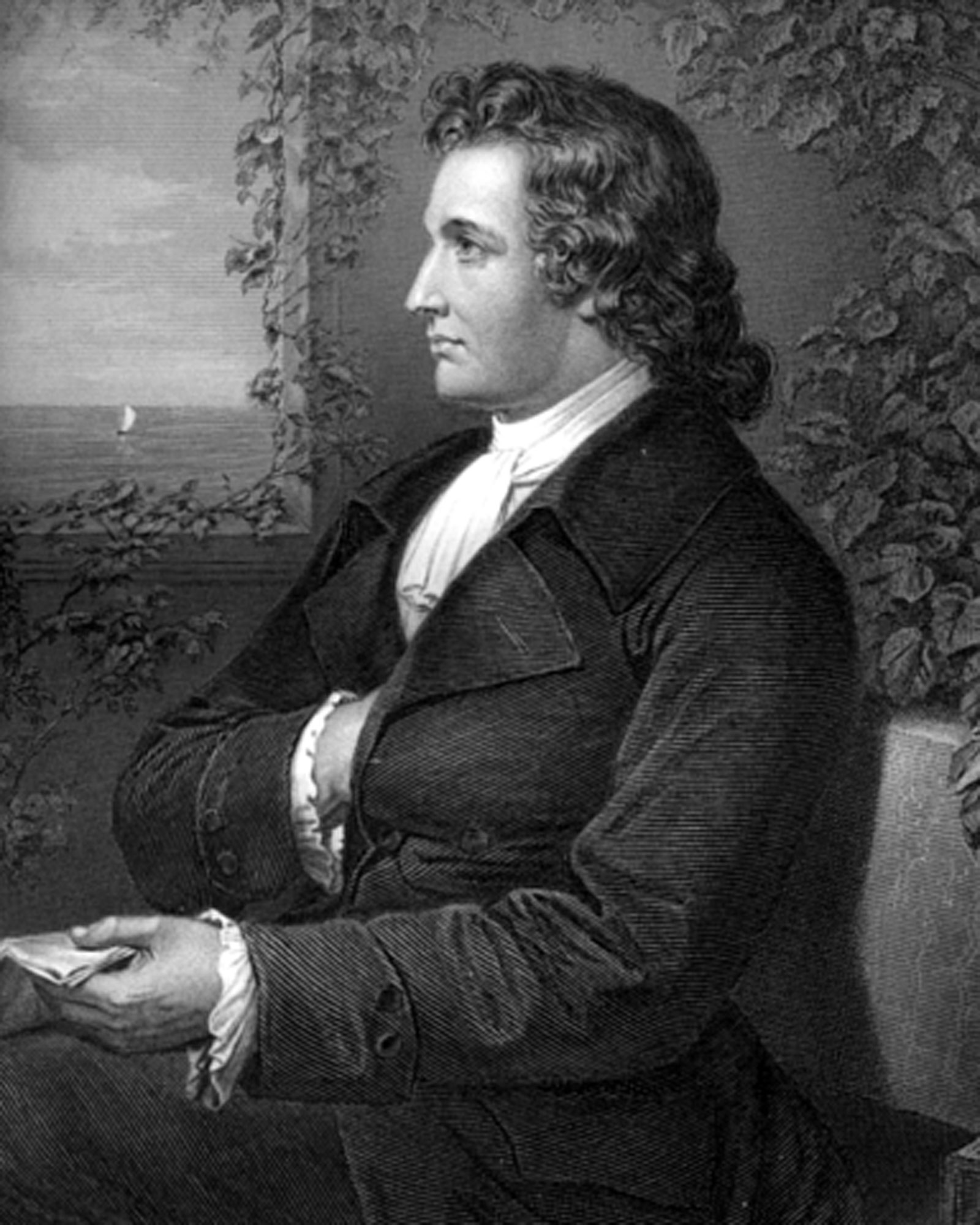
Johann Wolfgang von Goethe

Ergo bibamus (lateinisch: „Also lasst uns trinken!“) ist der Titel eines Gedichts von Johann Wolfgang von Goethe. Berühmt wurde es als Studentenlied. 

## Hintergrund
Goethe schrieb das Gedicht 1810 für den Geburtstag von Luise von Mecklenburg-Strelitz. In der 4. Strophe sind „der heutige Tag ... von besonderem Schlag“ und „göttliches Bildchen“ (= Bild der Königin) versteckte Bezüge. 
Goethe spielt auf eine Erwähnung der Sentenz Ergo bibamus in einem mittelalterlichen Trinklied aus der bekannten Liedersammlung Carmina clericorum an. Dieses wiederum ist ein Nachhall auf die Verwendung des Ergo bibamus als Lieblingswort von  Papst Martin IV. (1210–1285). Nach dem Kommentar Francesco di Bartolos zur Göttlichen Komödie soll er aus dem Konsistorium kommend stets gesagt haben: „Was haben wir für die heilige Kirche Gottes gelitten! Ergo bibamus!“

## Vertonungen
Bereits im Jahre 1813 wurde das Lied von Max Eberwein vertont. Es fand schnell Eingang in Sammlungen von Studentenliedern, so auch in das Allgemeine Deutsche Kommersbuch von 1858. Ergo bibamus zählt noch heute zu den meistgesungenen Studentenliedern.
Das Lied wurde 2002 auch von der Folk-Gruppe Liederjan im Rahmen der Veröffentlichung eines Albums mit Goethe-Texten neu aufgenommen. Im Jahre 1926 schrieb der Niederländer Jacobus Joännes van Deinse auf die Melodie von Ergo bibamus das Twents volkslied (Er ligt tussen Dinkel en Regge een land), das zur Landeshymne der Region Twente wurde.

## Denkmal in Jena

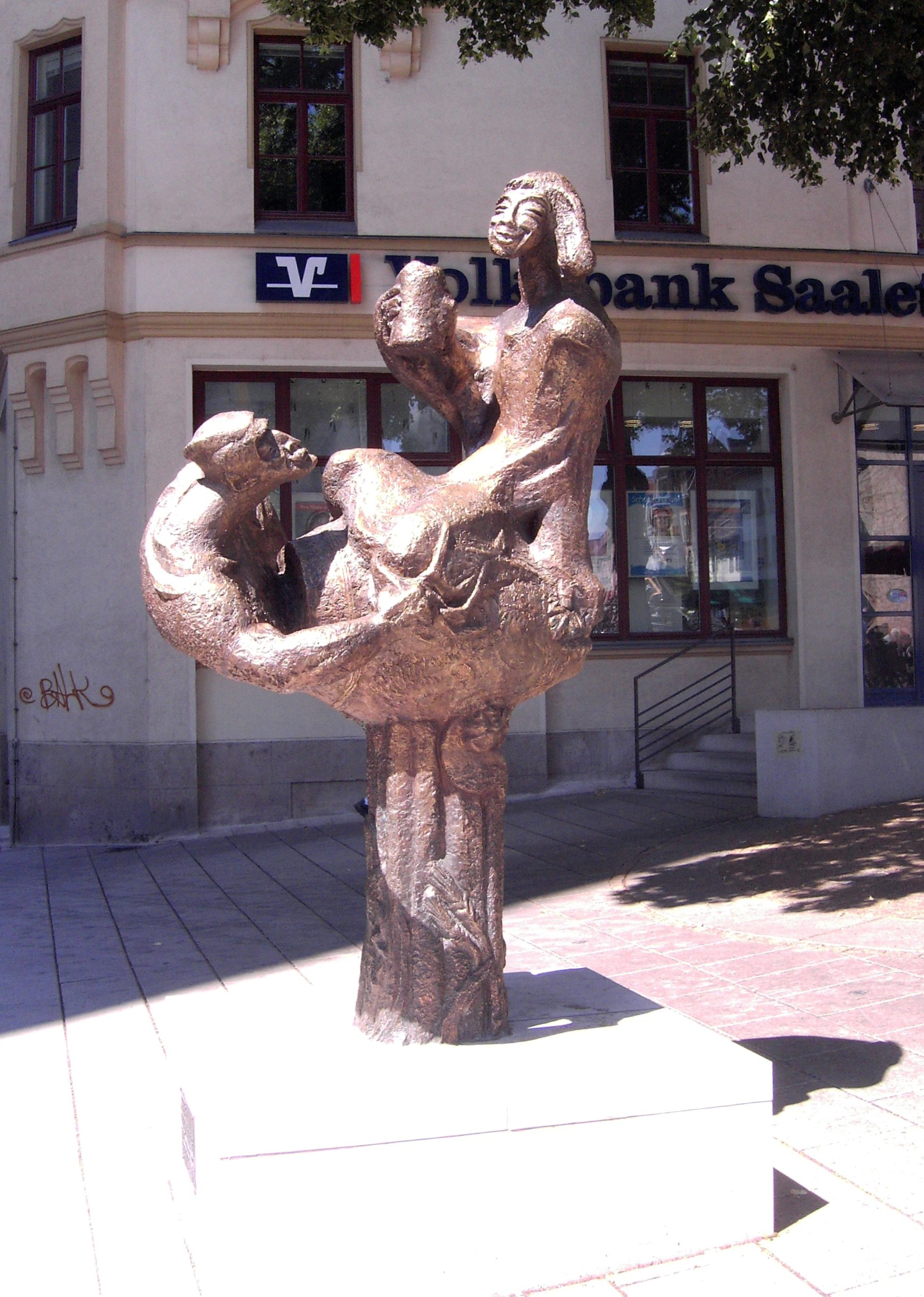
Neuguss des Ergo-bibamus-Denkmals in Jena

1986 wurde nach dreijähriger Planung in der damaligen DDR in Jena auf dem Standort des ehemaligen Brauhauses der Universität im Brunnen neben dem Anatomieturm ein gleichnamiges Denkmal aufgestellt, ausgeführt von dem Jenaer Künstler Freimut Drewello. Als Material wurde Kunststoff gewählt. Die Skulptur stellt einen biertrinkenden Studenten dar, der auf einem Bierfass reitet, aus dessen Spundloch eine Teufelsgestalt hervorkommt. 
Begründung für die Errichtung des Denkmals war das Gedenken an das Akademische Brau- und Schankrecht aus dem Jahre 1548, das Rosenprivilegium vom 21. Mai 1570 für die Schankstatt Zur Rosen und das von 1594 bis 1903 bestehende Akademische Brauhaus. Auch wurde der Bezug zu dem Goethe-Text offiziell erwähnt.
Im August 2000 musste das Denkmal wegen Materialversprödung in einem Magazin der Universität verstaut werden. 2005 fand eine Spendensammlung statt, mit deren Hilfe ein Bronzenachguss am Eingang zur Wagnergasse, einem Ort studentischen Nachtlebens in Jena und nicht weit vom Originalstandort, aufgestellt werden sollte, noch im selben Jahr wurde die Neuaufstellung als Bronzeguss vorgenommen.

## Ehrentaxon
2010 wurde unter dem Namen Ergobibamus cyprinoides eine Gattung einzelliger Protisten erstbeschrieben. Der Namensgeber Martin Kolisko verweist auf die darin ausgedrückten Emotionen, die zur Ode I.11 des Horaz passten. Dieser wiederum entstammt die bekannte Phrase Carpe diem, die der Schwestergattung Carpediemonas und indirekt der übergeordneten Gruppe der Carpediemonas-like organisms den Namen gab.